# アンディ・ラウ アルマゲドン
『アンディ・ラウ アルマゲドン』（原題：天地雄心）は、1997年の香港映画。
日本劇場未公開作品で、ブルース・ウィリス主演の『アルマゲドン』の亜流映画扱いだがこちらの方が製作年は先である。『Xファイル』を思わせるシーンや心霊サスペンスの要素を加えた、タイトルから想像が付かない一風変わった映画。『アンディ・ラウのアルマゲドン』という別邦題もあった。

## スタッフ
- 監督・脚本・製作：ゴードン・チャン
- 脚本：ヴィンセント・コク
- 撮影：ウォン・インハン
- 音楽：チャン・クォンウィン

## キャスト
日本語吹き替えはVHS・DVD版。
- ケン：アンディ・ラウ（日本語吹き替え：小杉十郎太）
- チウ：アンソニー・ウォン（日本語吹き替え：相沢正輝）
- アデル：ミッシェル・リー（日本語吹き替え：渡辺美佐）
- イップ警部：クラウディア・ラウ（日本語吹き替え：藤生聖子）
- T.C.：ヴィンセント・コク
- エンジェル・ウォン